# Штробель, Кете
Ке́те Штро́бель (нем. Käte Strobel, урожд. Кете Мюллер (Käte Müller); 23 июля 1907, Нюрнберг — 26 марта 1996, Нюрнберг) — немецкий политик, член СДПГ. В 1966—1969 годах занимала должность федерального министра здравоохранения ФРГ, в 1969—1972 годах — федерального министра по делам молодёжи, семьи и здоровья.

## Биография
Кете Штробель была четвёртым из семерых детей сапожника, впоследствии городского советника Фрица Мюллера и его супруги Анны. Окончив школу, Кете получила торговое образование. В 1921 году вступила в социалистическую молодёжную организацию. В 1925 году вступила в СДПГ. В 1923—1935 годах работала торговой служащей в земельном объединении овощеводства. В 1928 году вышла замуж за типографского наборщика и социал-демократа Ганса Штробеля. В 1934 году муж Кете был арестован по обвинению в подготовке государственной измены и по приговору суда провёл два с половиной года в концлагере Дахау. В 1938 и 1941 годах у супругов Штробель родились две дочери — Траудель и Ильза.
В 1949—1972 годах Кете Штробель являлась депутатом бундестага. С 27 февраля 1958 по 26 января 1967 года являлась также депутатом Европейского парламента, с марта 1962 по март 1964 занимала должность заместителя председателя Европарламента. С марта 1964 по январь 1967 года Кете Штробель возглавляла социалистическую фракцию Европарламента.
1 декабря 1966 года Кете Штробель была назначена на пост федерального министра здравоохранения в правительстве Курта Георга Кизингера. После выборов в бундестаг 1969 года Штробель получила портфель федерального министра по делам молодёжи, семьи и здоровья в первом кабинете Вилли Брандта. 15 декабря 1972 года вышла из состава федерального правительства после выборов в бундестаг 1972 года. Последние годы жизни Кете провела в Нюрнберге и была похоронена на местном Южном кладбище.